# Стандарт-титр
Станда́рт-титры, фиксаналы, первичные стандарты — наборы химических реактивов, выпускаемые промышленностью в запаянных ампулах. Эти ампулы содержат точно известное количество вещества.
Для приготовления раствора ампулу разбивают при помощи специального бойка, её содержимое количественно переносят в мерную колбу и разбавляют водой до требуемого объёма (до метки на колбе), что позволяет получить стандартный раствор точной концентрации. Чтобы застраховаться от случайных погрешностей, следует стандартизировать приготовленный таким образом раствор и периодически проверять стандартизацию (за исключением тех случаев, когда известно, что раствор совершенно устойчив). Полученный раствор используется в титриметрии как титрант или для определения концентрации другого титранта.
К веществам, используемым для приготовления стандарт-титров, предъявляются следующие требования: 
- Состав соединения должен строго соответствовать химической формуле. Вещество либо выпускается промышленностью в высокочистом состоянии, либо легко подвергается очистке простыми методами (например, перекристаллизацией). Содержание примесей не должно превышать 0,05%.
- Вещество должно быть устойчивым при комнатной температуре. Непригодны гигроскопичные вещества и вещества, легко окисляющиеся атмосферным кислородом или поглощающие диоксид углерода. Вещество не должно претерпевать изменения при высушивании. Первичное стандартное вещество должно быть по возможности безводным и нелетучим. Кристаллогидраты можно использовать, если довести их до определенной степени гидратации путем длительного выдерживания в атмосфере с постоянной относительной влажностью и затем сохранить эту степень гидратации во время взвешивания.
- Вещество должно обладать по возможности большой молекулярной массой, чтобы уменьшить влияние погрешности взвешивания.

Стандарт-титры приготавливают для таких веществ, как перманганат калия, дихромат калия, хлорид натрия, щавелевая кислота, соляная кислота, нитрат серебра, азотная кислота.